# Baschützer Blasmusikanten
Die Baschützer Blasmusikanten sind eine Blas- und Feuerwehrkapelle aus dem Landkreis Bautzen. Das Ensemble ist im Ortsteil Baschütz der Gemeinde Kubschütz ansässig und besteht derzeit aus 12 aktiven Mitgliedern. Die Baschützer Blasmusikanten intonieren insbesondere Titel der böhmisch-mährischen und deutschen Blasmusik. 

## Geschichte
Die Baschützer Blasmusikanten wurden als Feuerwehrkapelle Baschütz gemeinsam mit der Freiwilligen Feuerwehr Baschütz im Oktober 1924 gegründet. Sie ist damit die älteste durchgehend bestehende Feuerwehrkapelle im Landkreis Bautzen. Die Kapelle überstand, zwar pausierend, den Zweiten Weltkrieg, wenngleich fast die Hälfte der Musiker diesen nicht überlebten. Unter dem bereits seit 1925 engagierten musikalische Leiter Gotthold Jähnchen und neuen Mitgliedern konnten die Baschützer Blasmusikanten bereits 1946 den ersten öffentlichen Nachkriegsauftritt wahrnehmen. Anfang der 1950er Jahre erreichte die Feuerwehrkapelle, Zeitzeugen zufolge, ihr bis dato höchstes Niveau. Allerdings kam es nach dem Wegzug Gotthold Jähnchens 1955 alsbald zu personellen Problemen, sodass schon Ende der 1950er Jahre die Spielfähigkeit nicht durchgehend gewährleistet war. Erst nach dem 50-jährigen Jubiläum der Feuerwehr und Feuerwehrkapelle 1974 entspannte sich die Situation. Dies war einerseits der im selben Jahr aufgenommene Arbeit des allein mit organisatorischen Angelegenheiten der Feuerwehrkapelle betrauten Baschützer Wehrleiters Jürgen Juranek geschuldet. Andererseits konnte mit Siegfried Hösel, ehemaliger Soloposaunist am damaligen Staatlichen Ensemble für sorbische Volkskultur, ab Anfang der 1980er Jahre ein neuer musikalischer Leiter für das Ensemble gewonnen werden. Durch ihn fanden neue Musiker, vor allem aus den Reihen des damaligen Pionierblasorchesters Bautzen (dem heutigen Jugendblasorchester Bautzen) nach Baschütz. Heute sind, bis auf eine Ausnahme, alle Kapellenmitglieder ehemalige Musiker des Jugendblasorchesters Bautzen. 1994 wurde Jan Chlebníček neuer musikalischer Leiter der Baschützer Blasmusikanten. Als vormaliger Chefdirigent des Staatlichen Ensembles für Sorbische Volkskultur führte er das Ensemble in den kommenden fast drei Jahrzehnten zu weiteren Erfolgen. Im Jahre 2003 belegten die Baschützer Blasmusikanten den ersten Platz beim Landesausscheid der Sächsischen Feuerwehrmusik. In den folgenden Jahren wurde auch an internationalen Wettbewerben mit Erfolg teilgenommen, etwa 2004 in den Niederlanden. In dieser Zeit bildete sich auch die Vielseitigkeit des Ensembles heraus - als Feuerwehrkapelle einerseits und andererseits als "zivile" Blaskapelle. 2020 wurde als Trägerverein des Ensembles der Förderverein der Feuerwehrkapelle Baschütz - Baschützer Blasmusikanten e.V. gegründet, unter dessen Schirm zahlreiche Projektideen mit und für die Kapelle realisiert werden konnten. Im Jahr 2022 übernahm der studierte Tubist und Musikschullehrer Albrecht Gehring die Nachfolge von Jan Chlebníček. Als Meilenstein in der Geschichte der Baschützer Feuerwehrkapelle gelten die Jubiläumsfeierlichkeiten anlässlich des hundertjährigen Bestehens der Freiwilligen Feuerwehr und Feuerwehrkapelle Baschütz 2024, wobei die Blaskapellen Mistříňanka und Tidirium zu diesem Anlass Gastkonzerte spielten.
Aktuell (2024) bestreiten die Baschützer Blasmusikanten jährlich etwa zwei Dutzend Auftritte, vornehmlich in der Oberlausitz aber auch darüber hinaus.

## Besetzung und Repertoire

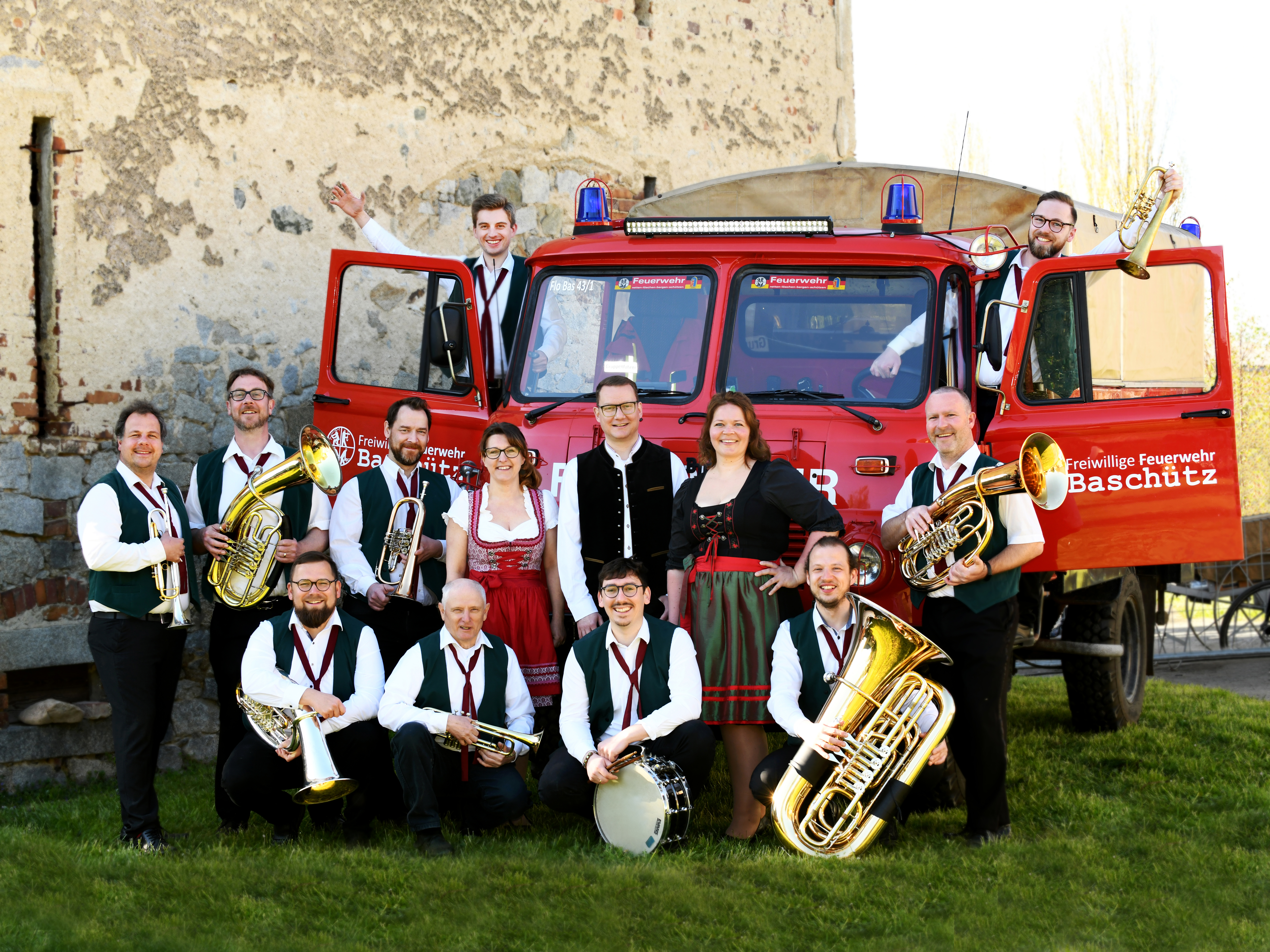
Die Baschützer Blasmusikanten im Jahr 2023

Seit der Gründung der Feuerwehrkapelle 1924 bestanden ausschließlich Besetzungen ohne Holzblasinstrumente (Klarinetten). Es handelt sich damit um ein Blechblasensemble, welches durch Schlagzeug und Gesang (meist im Duett) ergänzt wird. Die personelle Stärke der Baschützer Blasmusikanten ist seit der Gründung relativ gleichbleibend und bewegt sich zwischen 12 und 20 Mitgliedern (inklusive Gesang). Derzeit (2024) sind 9 Musikantinnen und Musikanten in den Registern Trompete/Flügelhorn, Tenorhorn/Bariton, Tuba und Schlagzeug aktiv. Ergänzt werden diese durch zwei Sängerinnen und einen Sänger. Gegebenenfalls erfolgt bei Auftritten und Konzerten das Dirigat durch den musikalischen Leiter.
Die verfügbare Notenliteratur der Baschützer Blasmusikanten ist dem Alter der Kapelle entsprechend umfangreich. Es umfasst traditionelle und moderne Polken, Walzer und Märsche deutscher, tschechischer aber auch sorbischer Provenienz. Darüber hinaus werden auch weitere Genre nach Bedarf und Anlass intoniert, etwa aus der Popmusik und dem Schlagergenre (insbesondere aus dem Bereich der Partyschlager). Ergänzt wird das Spektrum durch solistische Arrangements für verschiedene Instrumente(ngruppen) oder den Gesang sowie Eigenkompositionen der ehemaligen musikalischen Leiter Jähnchen und Chlebníček.

## Sonstiges
Der Förderverein der Feuerwehrkapelle Baschütz - Baschützer Blasmusikanten e.V. ist Mitglied im Sächsischen Blasmusikverband. Als Feuerwehrkapelle ist das Ensemble darüber hinaus auch im Landesfeuerwehrverband Sachsen organisiert.